# Joel Benenson
Joel Benenson (né le 24 juillet 1952) est un sondeur et consultant américain connu pour son rôle de stratège pour les campagnes présidentielles de Barack Obama en 2008 et 2012,. Il était le stratège en chef de Hillary Clinton lors de la Campagne présidentielle de 2016.

## Biographie
Benenson est né à New York dans une famille juive. Il a grandi à Laurelton, Queens et à Manhattan avec sa famille. Il a fréquenté le Andrew Jackson High School à la fin des années 1960. Benenson est diplômé du Queens College.
Il est le PDG de Benenson Strategy Group, une société de conseil stratégique, et a été conseiller en communication et en sondages à la Maison-Blanche pour Barack Obama. Il a été un stratège pour les sénateurs, gouverneurs et maires américains, ainsi que pour des entreprises Fortune 500. Il était sondeur pour le DCCC en 2006, lorsque les démocrates ont récupéré la majorité à la Chambre des représentants.
En 1995, il a travaillé comme journaliste politique pour le Daily News à New York et servi en tant que directeur des communications pour la campagne du gouverneur Mario Cuomo en 1994. Il était auparavant vice-président de l'agence de publicité new-yorkaise FCB.
Benenson a été consultant auprès d'entreprises et de PDG américains, dont Procter & Gamble A.G. Lafley, General Electric de Jack Welch et AOL de Bob Pittman. Il a aidé des entreprises clientes. Il était chercheur stratégique pour le lancement par Procter & Gamble de Olestra, le substitut de graisse ; il a aidé AOL à gérer sa crise de capacité à la fin des années 1990 ainsi que les plans du maire Michael Bloomberg pour un stade olympique à Manhattan.
Benenson est également le cofondateur de iModerate Research Technologies,.
En janvier 2015, Hillary Clinton a embauché Benenson et Robby Mook comme stratège.
L'Alliance politique israélienne Kakhol lavan a nommé Benenson comme son stratège pour les élections législatives israéliennes de septembre 2019,.